# Real Academia de Bellas Artes de Amberes
La Real Academia de Bellas Artes de Amberes ( en neerlandés: Koninklijke Academie voor Schone Kunsten van Antwerpen ) es una academia de arte ubicada en Amberes, Bélgica. Es una de las más antiguas de su tipo en Europa. Fue fundada en 1663 por David Teniers el Joven, pintor del Archiduque Leopoldo Guillermo y Don Juan de Austria. Teniers era maestro del Gremio de San Lucas, que abarcaba las artes y algunas artesanías, y solicitó a Felipe IV de España, entonces señor de los Países Bajos españoles, que le otorgara una carta real para establecer una Academia de Bellas Artes en Amberes. Alberga la Academia de Moda de Amberes.

## sigloXIX
La Real Academia se convirtió en un instituto de Bellas Artes, Arquitectura y Diseño de renombre internacional. A partir del siglo XIX, la academia atrajo a jóvenes artistas del extranjero. Artistas irlandeses, alemanes, holandeses y polacos que buscaban una sólida formación clásica se dirigieron a Amberes. Bajo la dirección de Gustave Wappers (1803-1874) y su secretario Hendrik Conscience, la academia se enfrentó a una importante reestructuración. La importante colección de arte de la academia se expuso en su propia galería. Hacia 1890, esta galería se convertiría en el Museo Real de Bellas Artes (en neerlandés; Koninklijk Museum voor Schone Kunsten) y se trasladaría a su ubicación actual en Amberes.
En 1880, un joven artista prometedor, Henry Van de Velde, se matriculó en la Academia de Amberes. Se convertiría en uno de los arquitectos y diseñadores pioneros del siglo XX. En 1885 y 1886, Vincent van Gogh también pasó un breve período en la academia de Amberes, antes de su partida a Francia.
En 1885, el rey Leopoldo II encargó la creación del Instituto Nacional Superior de Bellas Artes de Amberes (Nationaal Hoger Instituut voor Schone Kunsten) como un programa de posgrado único, inspirado en la Ecole des Beaux-Arts de París .

## SiglosXXyXXI
En 1946, el programa de Arquitectura se convirtió en un instituto independiente, el Instituto Nacional Superior de Arquitectura. Otro momento clave en la historia de la academia sería 1963. Se puso en marcha un nuevo curso único, "Diseño de Moda". Este curso tuvo un éxito moderado desde el principio, pero se convirtió en líder mundial a principios de los ochenta. “Los Seis de Amberes ” con Dirk Bikkembergs, Walter Van Beirendonck, Marina Yee, Dries Van Noten, Dirk Van Saene y Ann Demeulemeester eran un tema candente en los medios de comunicación. Estilísticamente muy diversos, estos jóvenes amigos tuvieron un gran impacto en la escena de la moda contemporánea. El programa de moda atrajo cada vez más talentos de todo el mundo. Con más de 130 estudiantes, es con diferencia el mayor programa del departamento de artes visuales y diseño.
En 1995, el sistema de enseñanza superior flamenco se enfrentó a una metamorfosis radical. La Academia de Amberes y el Instituto Henry Van de Velde se incluyeron como facultades en una estructura universitaria mayor, el Colegio Universitario de Amberes (en neerlandés: Hogeschool Antwerpen). Sin embargo, el Instituto Superior de Bellas Artes se mantuvo independiente y se convirtió en una entidad separada.
En la actualidad, la Academia ofrece tres programas distintivos: Artes visuales y diseño, estudios de conservación y una formación de un año dedicada a los profesores. Un cuerpo de 540 estudiantes (de los cuales 230 son internacionales) trabajan en los cuatro edificios principales situados en el corazón de la ciudad: Mutsaardstraat (Fotografía, Orfebrería/Joyería, Diseño de Vestuario de Teatro y Bellas Artes), Nationalestraat (moda) y Keizerstraat (diseño gráfico). Desde septiembre de 2013, los programas son ofrecidos por la "Artesis Plantijn Hogeschool Antwerpen", una fusión entre Artesis Hogeschool Antwerpen y Plantijn Hogeschool.

## Enfermera de Pintores

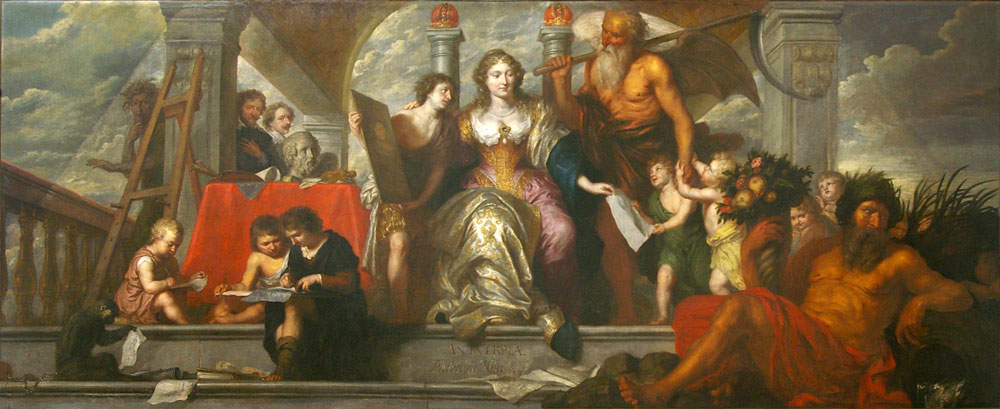
Theodoor Boeyermans, Antverpia, Nutrix Painters (1665), Museo Real de Bellas Artes, Amberes.

Poco después de la fundación de la Academia de Amberes, se realizaron tres grandes cuadros para su sala de reuniones. Antverpia, Nutrix Painters, de Theodoor Boeyermans (1665; 188 x 454 cm), promueve el pasado artístico reciente de la ciudad. Los retratos de Peter Paul Rubens y Anton van Dyck vigilan a los estudiantes mientras practican las artes. En el centro se encuentra la alegórica Antverpia pictorum nutrix. Chronos acompaña a otros jóvenes estudiantes que presentan sus obras de arte. El dios del río Scaldis, personificación del río Escalda de Amberes, simboliza con su cornucopia la riqueza y la abundancia del patrimonio artístico de la ciudad.

## Antiguos alumnos notables
| - Willis Seaver Adams - Willem Albracht - Lawrence Alma-Tadema - Wilhelm Busch - George Edmund Butler - Jan Cockx - Georges Croegaert - Ann Demeulemeester - Pieter Franciscus Dierckx - Marthe Donas - John Duncan - Frans-Andries Durlet - Jan Fabre - David Foggie - Frans Geerts - Jan Geeraerts - Demna Gvasalia - Dr. Hugo Heyrman - Floris Jespers - Nicaise de Keyser - Jef Lambeaux - Evert Larock - Devon Halfnight LeFlufy - William Logsdail | - Ford Madox Brown - Martin Margiela - Gustav Metzger - Nat Neujean - Jef Nys - Roderic O'Conor - Walter Osborne - Panamarenko - Mommie Schwarz - Hideki Seo - Heaven Tanudiredja - Luc Tuymans - Kris Van Assche - Jan van Beers - Henry Van de Velde - Vincent van Gogh - Haider Ackermann - Dries Van Noten - Piet Verhaert - Michel Marie Charles Verlat - Bernardus Weber - Albert Edelfelt - Anne-Mie Van Kerckhoven - Minju Kim |

## Otras lecturas
- Van Spilbeeck, Désiré. «Stad Antwerpen. Kermisfeesten : 200e verjaring van de stichting der Koninklijke akademie ... opgevolgd door de levensschets van david teniers de Jonge, en de geschiedenis der Academie.» (en neerlandés). Europeana. Archivado desde el original el 17 de febrero de 2013. Consultado el 8 de enero de 2013.
- Contradicties koninklijke academie voor schone kunsten 1663-ahora (Eric Ubben, Johan Pas, Piet Lombaerde Et al) MER editores. Fashion Antwerp Academy 50 ( J.P Gaultier, Kaat Debo Et al) lannoo